# Trận Caseros
Trận Caseros là trận chiến diễn ra ngày 3 tháng 2 năm 1852 tại thị trấn Caseros gần thủ đô Buenos Aires của Argentina. Hai bên tham chiến là 
1. Quân đội của Liên bang Argentina dưới sự chỉ huy của Juan Manuel de Rosas và
2. Liên quân Brasil, Uruguay và hai tỉnh nổi loạn: Entre Ríos và Corrientes do Justo José de Urquiza chỉ huy.

Rosas trước đó tuyên chiến với Đế quốc Brasil. Urquiza là thủ lĩnh hai tỉnh Entre Ríos và Corrientes nhưng ngầm ký kết với Brasil, lại còn liên kết với đảng cấp tiến Unitaria đang lưu vong ở Uruguay nên huy động được đạo quân Uruguay hỗ trợ. Liên quân kéo đến Caeros, lội qua rạch Morón thì dàn trận.

## Tương quan lực lượng

### Liên bang Argentina
Rosas có dưới trướng một vạn lính bộ binh, 12.000 lính kỵ binh và 60 cỗ đại bác. 
Phụ tá là các tướng 
1. Jerome Costa, trước đã lập công ở đảo Martín García đánh bại quân Pháp năm 1838;
2. Martiniano Chilavert, trước là đối thủ của Rosas nhưng sau đem quân về giúp khi thấy Urquiza bắt tay với quân ngoại bang; và
3. Hilario Lagos, từng chỉ huy dẹp yên các bộ lạc thổ dân hồi năm 1833.

### Liên quân
Liên quân có 24.000 lính gồm 3.500 lính Brasil, 1500 lính Uruguay và 50 cỗ đại bác. Tuy quân số đông đảo nhưng phần lớn lính tòng quân là quân ô hợp, chỉ có lính Brasil là chuyên nghiệp. Liên quân không có tư lệnh chung; mỗi nhóm có tướng riêng. Urquiza cầm lệnh quân hai tỉnh Entre Ríos và Corrientes. Những tên tuổi khác tham gia trong liên quân sau lập nên sự nghiệp trong sử sách Argentina là Bartolomé Mitre và Domingo Faustino Sarmiento.

## Diễn biến
Hai bên dàn binh ở cánh đồng nay là địa điểm Colegio Militar de la Nación tức Học viện quân sự quốc gia của Argentina. 
Rạng ngày giao chiến Urquiza ra đốc thúc binh sĩ, hứa hẹn rằng chỉ có hai lựa chọn, chiến thắng vinh quang hay là chết vì tổ quốc.

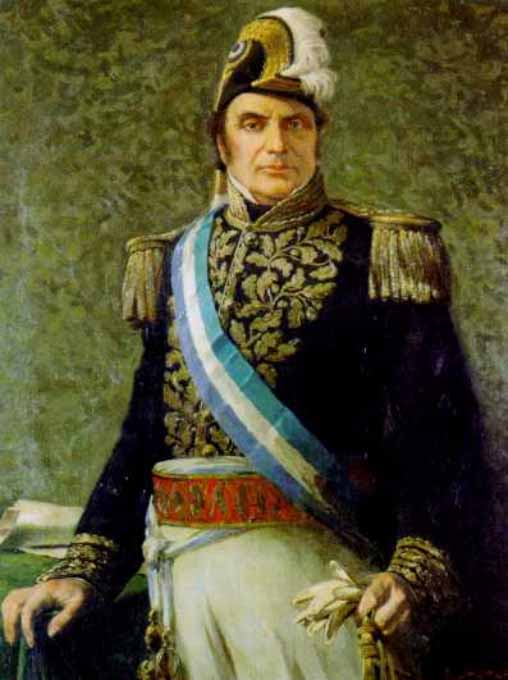
Justo José de Urquiza

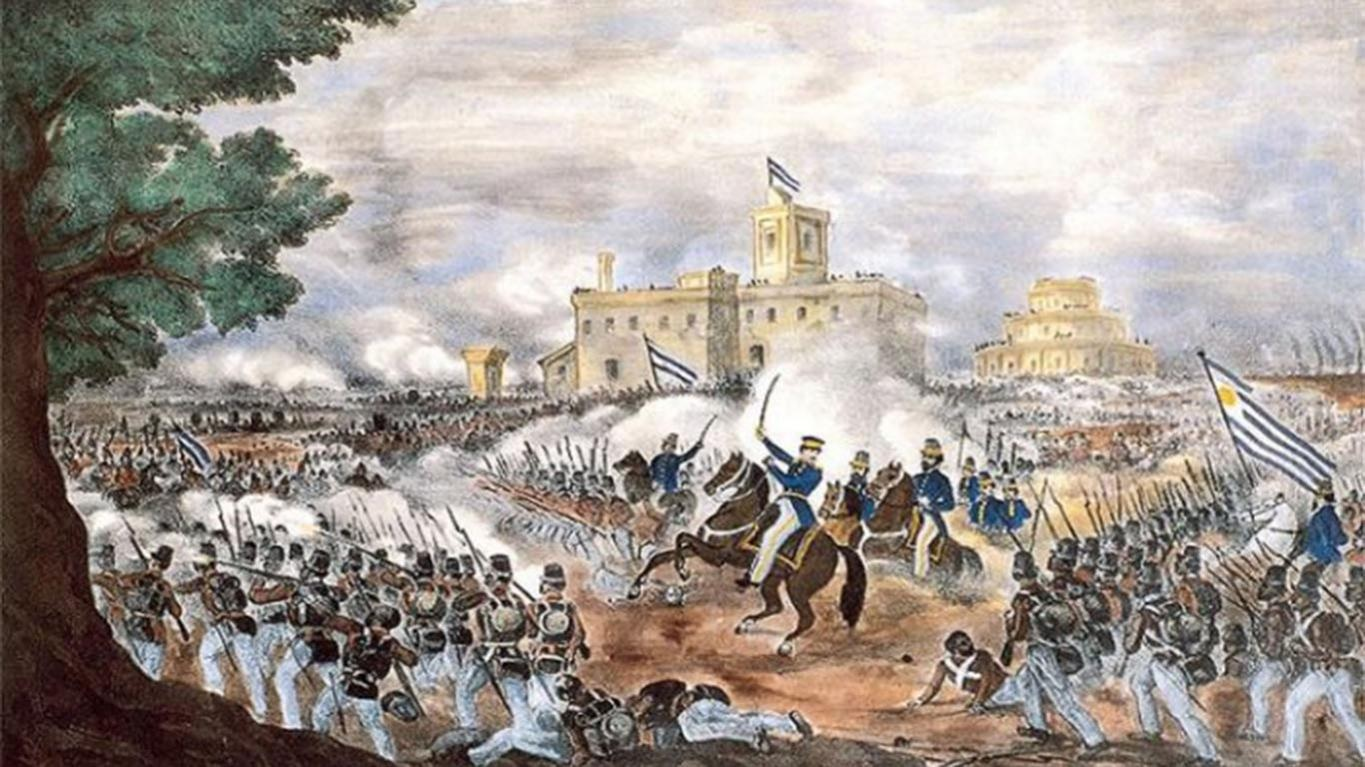
Trận Caseros; tòa nhà Palomar trong tranh nay vẫn còn

Trận địa trải rộng trên một chiến tuyến dài với 47.000 quân xung trận. Tuy nhiên vì chiến địa loãng nên số thương vong khá thấp. Sau sáu tiếng đồng hồ giao tranh chỉ hơn 100 lính tử thương.
Bộ binh quân Brasil cùng với lữ đoàn quân Uruguay và kỵ binh của Urquiza dồn vào đánh vào phòng tuyến bên hữu của quân Argentina. Urquiza thì đích thân nhắm vào phòng tuyến bên tả. Hai bên tả hữu đều tan vỡ chỉ có trung quân do Martiniano Chilavert chỉ huy giữ vững dùng đại bác bắn trả nhưng rốt cuộc vì hết đạn, phải lui quân.
Rosas thì bị trúng đạn ở tay phải bỏ trận tiền. Ông vội thảo bức thư từ nhiệm và vài giờ sau lên chiến thuyền HMS Centaur của Hải quân Anh rời khỏi Argentina lưu vong sang Anh sau 20 năm cầm quyền. Chiến tranh kết thúc.

### Người hùng Chilavert
Dù thất trận Chilavert vẫn bình tĩnh hút thuốc lá trước khi bị giải vào trình diện Urquiza. Chilavert không ngần ngại lớn tiếng mắng Urquiza là kẻ phản bội tổ quốc vì đã liên minh với ngoại bang Brasil. Urquiza giận lắm, ra lệnh xử tử Chilavert. Khi xử bắn Chilavert, Urquiza muốn làm nhục thêm nên đòi Chilavert phải quay lưng lại để bị bắn đàng lưng như một thằng hèn; Chilavert nhất quyết không chịu mà đòi được đối diện đội bắn. Urquiza không nhượng bộ để Chilavert làm người hùng nên sai lính đâm người tử tội bằng lưỡi lê cho đến chết.

## Hậu quả
Vài ngày sau, Urquiza kéo đoàn quân chiến thắng vào thành Buenos Aires mà không gặp sự kháng cự nào. Urquiza bổ nhiệm Chủ tịch Tòa thượng thẩm thành phố là Vicente López y Planes làm tổng đốc lâm thời trong khi Urquiza sửa soạn chấp chính.